# Marvejols
Marvejols is een gemeente in het Franse departement Lozère (regio Occitanie). De plaats maakt deel uit van het arrondissement Mende. De gemeente telde 4.752 inwoners op 1 januari 2022.

## Geschiedenis

### Middeleeuwen
De plaats werd voor het eerst vermeld in 1060. De plaats maakte deel uit van de heerlijkheid Peyre. De baronnen van Peyre hadden in de buurt hun kasteel op de Roc de Peyre. In 1230 vestigden zich dominicanen in de stad. In 1261 verkreeg Marvejols een stadscharter van de baron van Peyre. In 1307 werd Marvejols de administratieve hoofdstad van de koninklijke gebieden in Gévaudan en kwam er een koninklijke baljuw in de stad, nadat de streek in 1258 door het Verdrag van Corbeil was overgegaan naar het Franse kroondomein. De Staten van Gévaudan zetelden afwisselend in Mende en in Marvejols.
De Colagne overstroomde regelmatig tot de rivier tussen 1307 en 1308 werd ingedijkt. In 1348 decimeerde de Zwarte Dood de bevolking en ook de Honderdjarige Oorlog bracht rampspoed voor de stad en de streek, die grensde aan de Engelse gebieden Guyenne en Rouergue. De stad kreeg in 1360 een stadsmuur.

### Vroegmoderne tijd
In de 16e eeuw bekeerde baron  François Astorg de Peyre zich tot het protestantisme en met hem een groot deel van de bevolking. De baron werd vermoord tijdens de Batholomeusnacht in 1572. Guillaume de Joyeuse werd door de koning naar Gévaudan gestuurd, dat in handen was van de protestantse troepen van Mathieu Merle. De Joyeuse legde in 1586 het beleg van Marvejols en vuurde 1.200 kanonschoten af. De bevolking onderhandelde de overgave met een vrije aftocht. Toch stortten de soldaten zich op de bevolking en vermoordden negen op de tien van de 5.000 inwoners. De stad en het kasteel van Peyre werden in de as gelegd. Door het Edict van Nantes (1589) werd het aan de inwoners van Marvejols toegestaan hun protestants geloof te belijden. Koning Hendrik IV steunde de wederopbouw van de stad, haar versterkingen en de burcht. Na het Edict van Fontainebleau (1685) trok een groot deel van de protestantse bevolking weg. De resterende inwoners zwoeren op 7 oktober 1685 gezamenlijk hun geloof af voor de bisschop van Mende. Toch bleef er een belangrijke protestantse aanwezigheid in de stad en de consuls van Marvejols werden afwisselend gekozen uit de protestantse en katholieke inwoners.
In 1720 brak de pest uit in het nabij gelegen La Canourgue. Ondanks allerlei voorzorgsmaatregelen brak in augustus 1721 de epidemie ook uit in Marvejols en stierf tot de helft van de bevolking.

### Moderne tijd
De Franse Revolutie brak uit. Marc-Antoine Charrier leidde een contra-revolutie in Gévaudan en nam de stad in op 27 mei 1793. Daarbij kwam het tot moordpartijen en plunderingen. Aan het begin van de 19e eeuw kwamen er manufacturen in de stad, waarbij er gebruik werd gemaakt van waterkracht. In 1850 telde Marvejols vier textielfabrieken met enkele honderden arbeiders. De textielindustrie nam echter af in de tweede helft van de 19e eeuw en verdween in de eerste helft van de 20e eeuw.

## Geografie
De oppervlakte van Marvejols bedroeg op 1 januari 2022 12,45 vierkante kilometer; de bevolkingsdichtheid was toen 381,7 inwoners per km².
De gemeente ligt in het westen van Corrèze, tussen de landstreken Margeride in het noordoosten, Aubrac in het noordwesten en de Grands Causses in het zuiden. De Truc du Midi (1020 m), de heuvel die uittorent boven Marvejols is een noordelijke uitloper van de Grands Causses.
Het centrum van de gemeente ligt aan de Colagne en de Béal, een zijarm van deze rivier.
De onderstaande kaart toont de ligging van Marvejols met de belangrijkste infrastructuur en aangrenzende gemeenten.

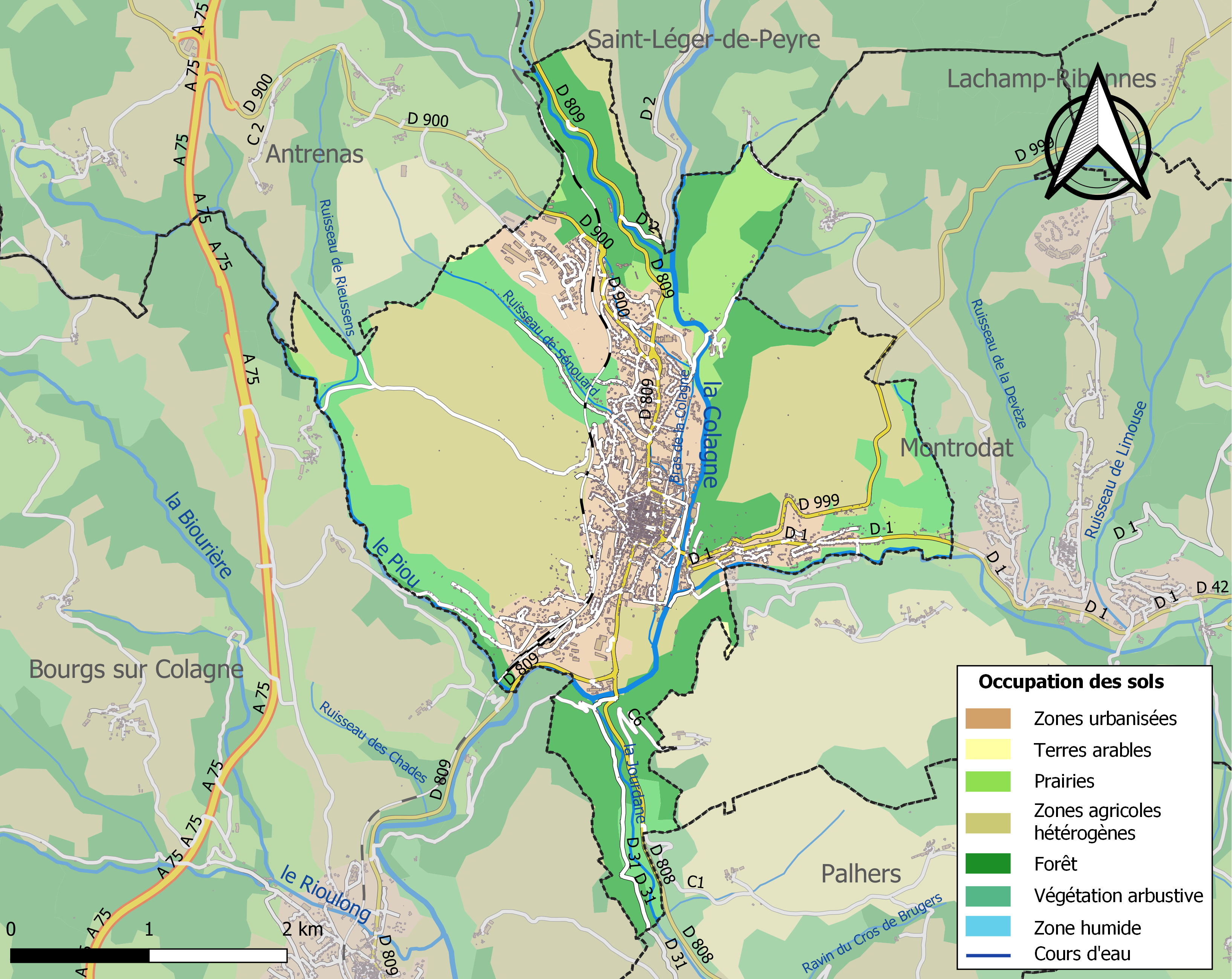

## Verkeer
In de gemeente ligt het spoorwegstation Marvejols.

## Demografie
Onderstaande figuur toont het verloop van het inwonertal (bron: INSEE-tellingen).

## Cultuur
Marveloz’ Pop Festival is een jaarlijks, driedaags cultuurfestival met film, muziek, dans en straattheater. Het werd voor het eerst georganiseerd in 2015.

### Bezienswaardigheden
Met steun van koning Hendrik IV werd de stad rond 1600 heropgebouwd en versterkt. Een nieuwe stadsmuur met daarin drie poorten (Porte de Chanelles, Porte du Théron(d) en Porte de Soubeyran) werd gebouwd. In die laatste stadspoort is een klein archeologisch museum ondergebracht. De stad eerde later koning Hendrik IV met een standbeeld. De kerk Notre-Dame de la Carce is 17e-eeuws.

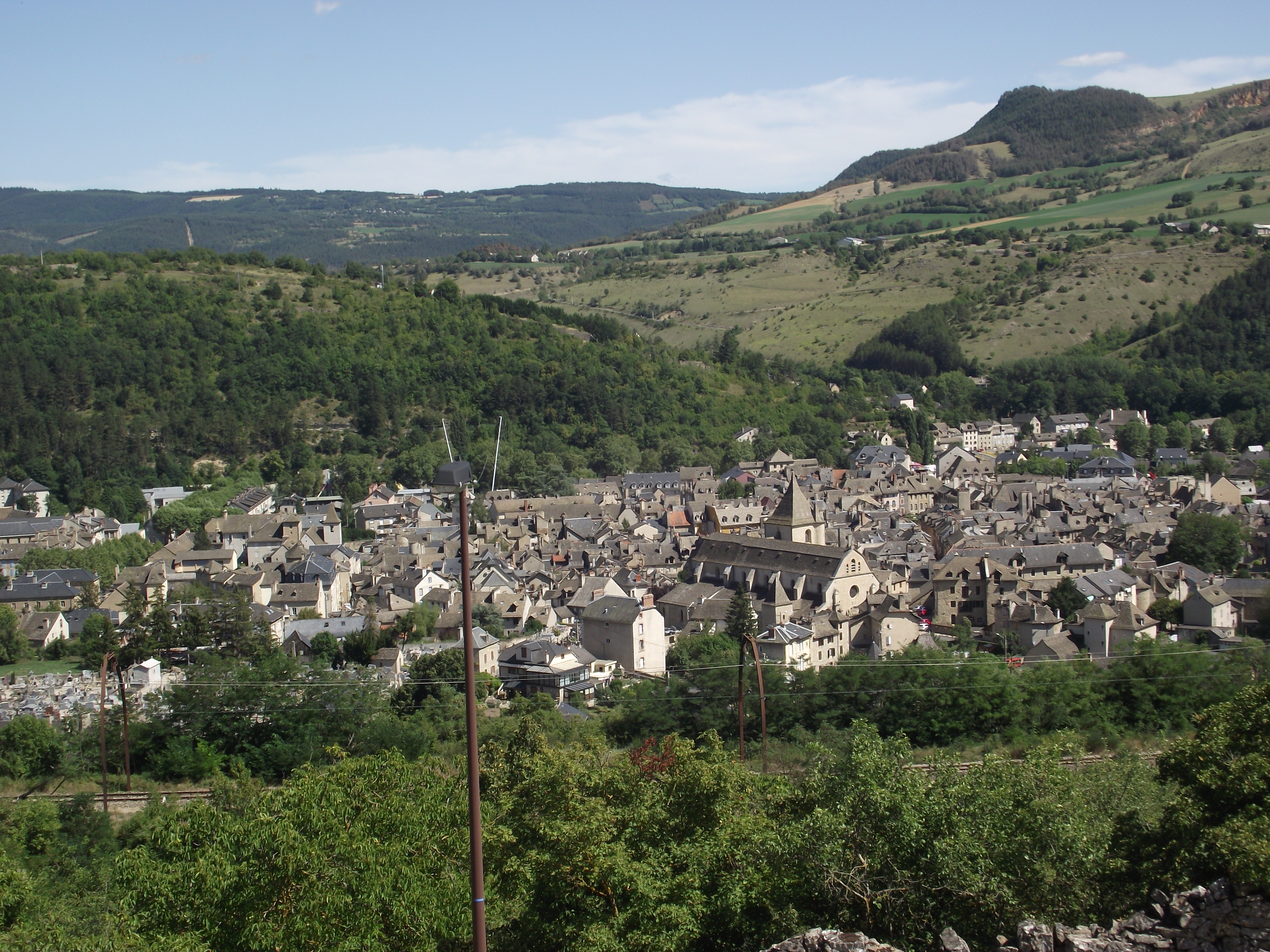
Zicht op de stad
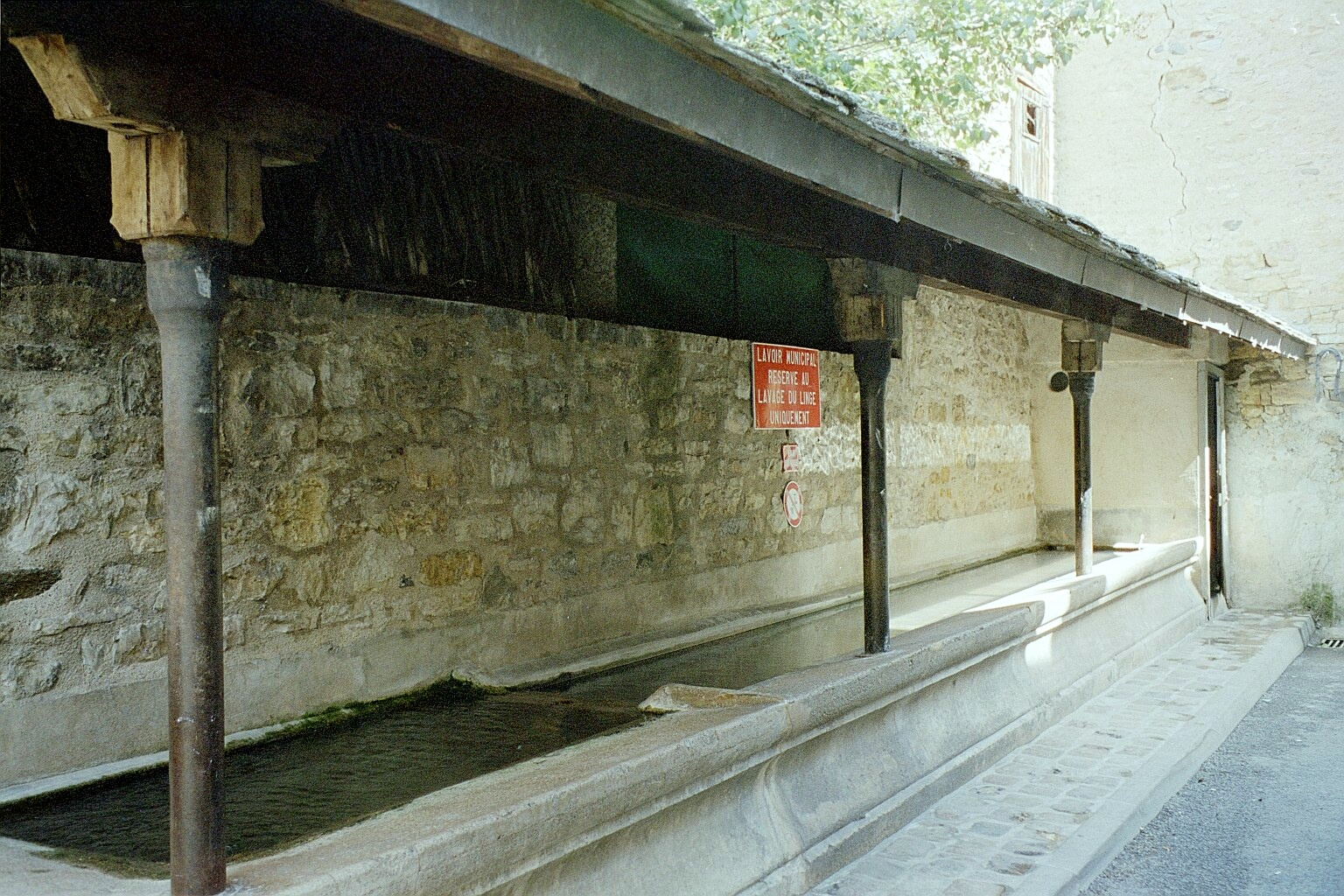
Openbare wasplaats
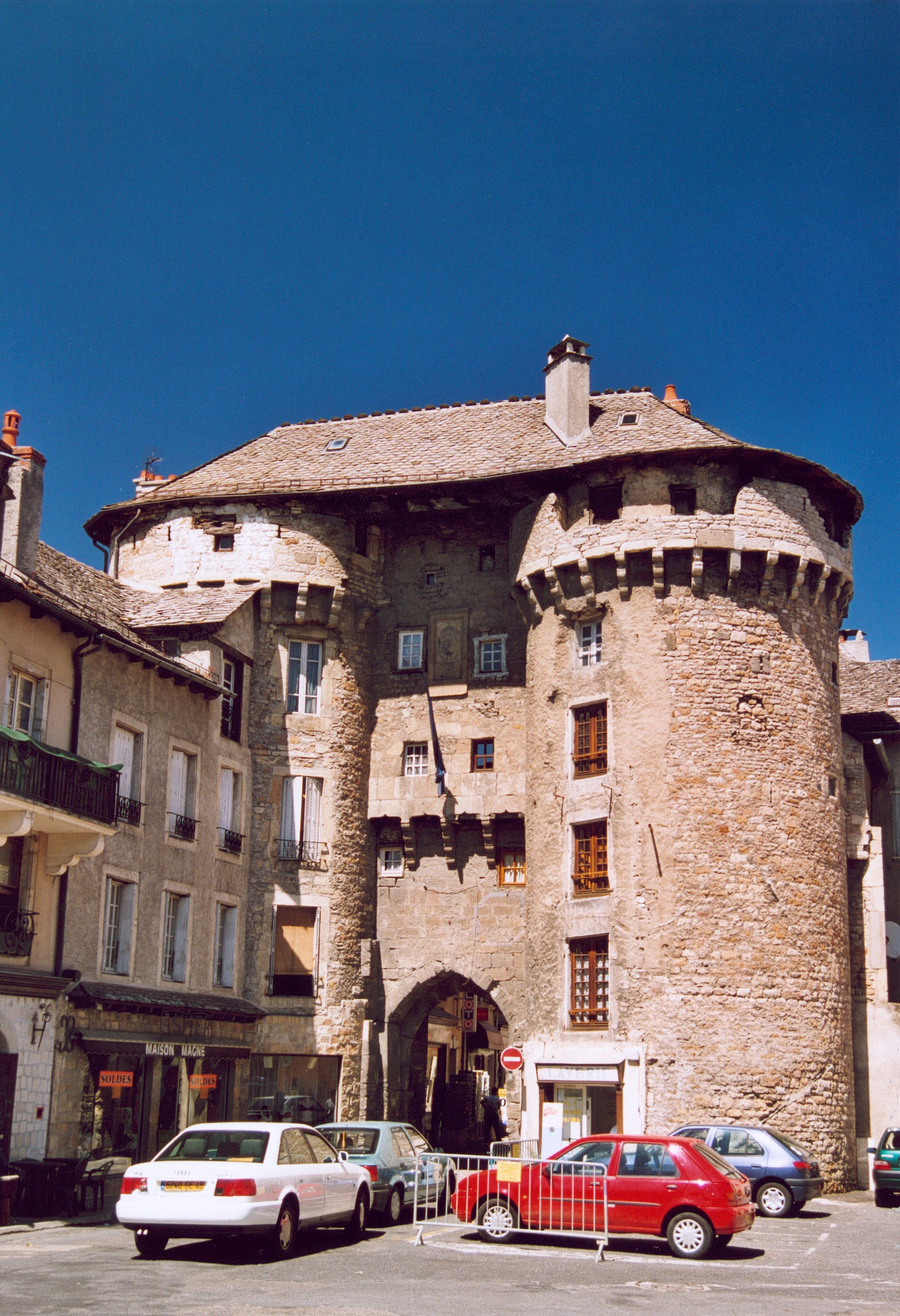
Porte de Chanelles
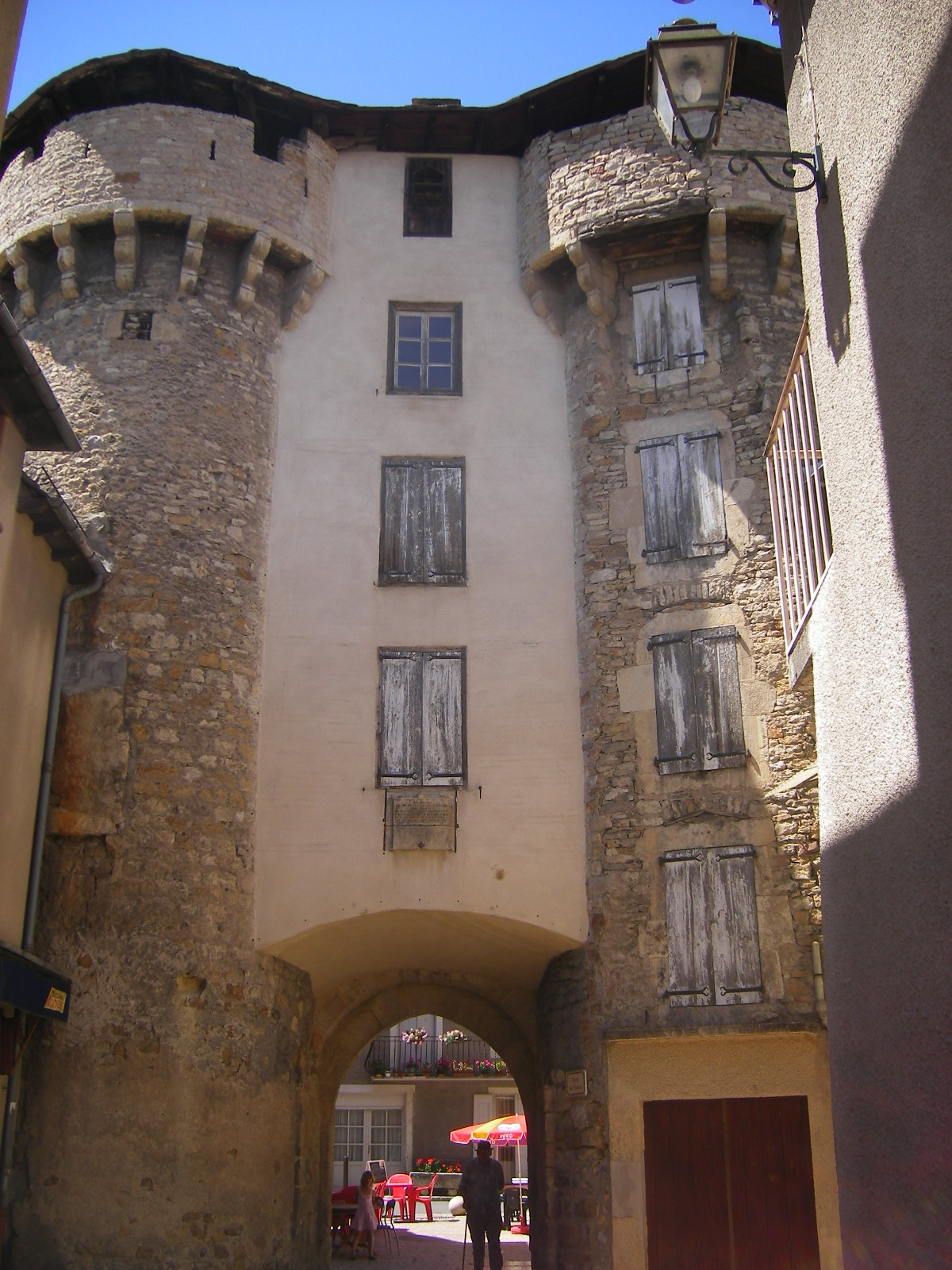
Porte du Théron
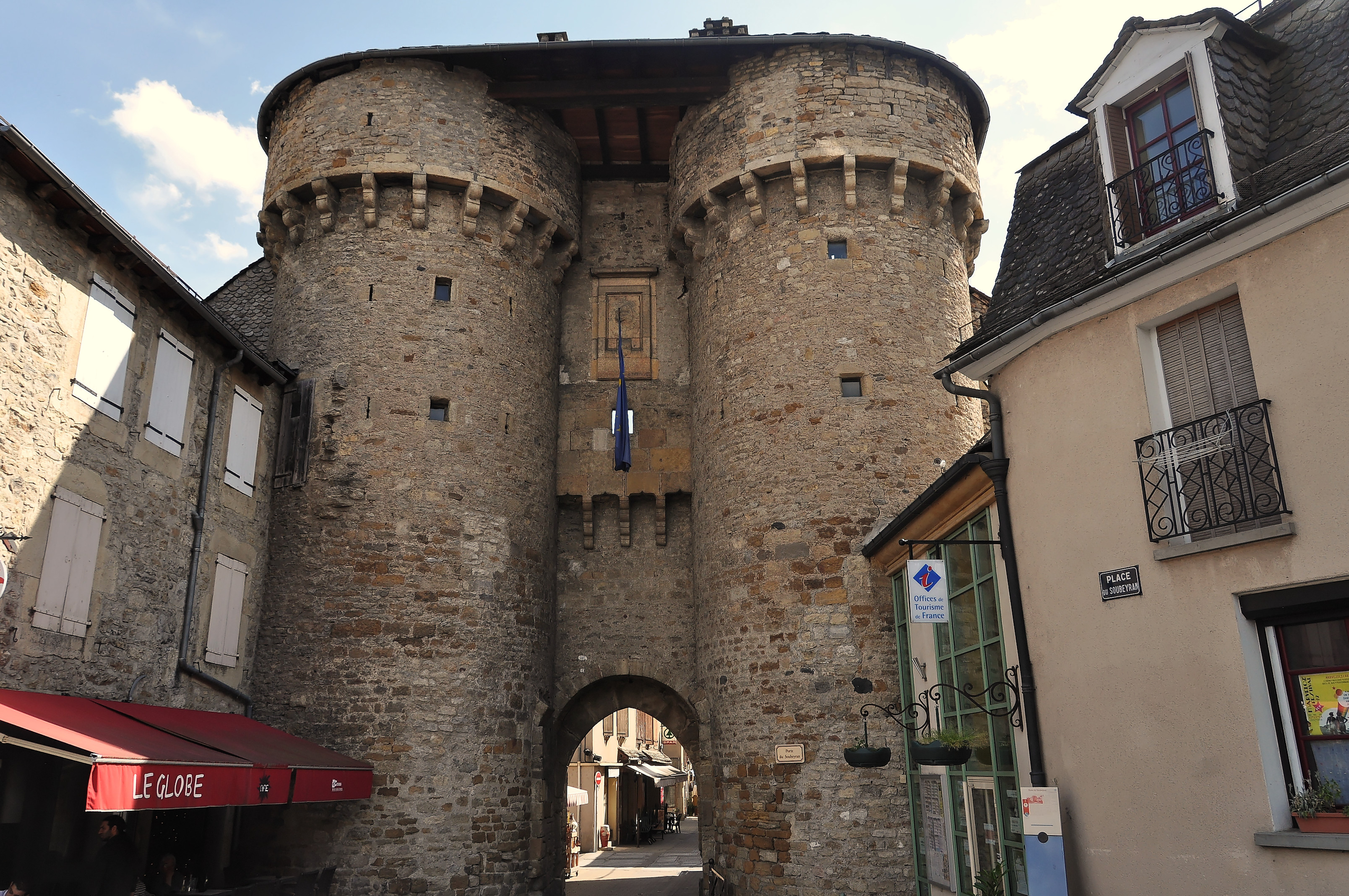
Porte de Soubeyran
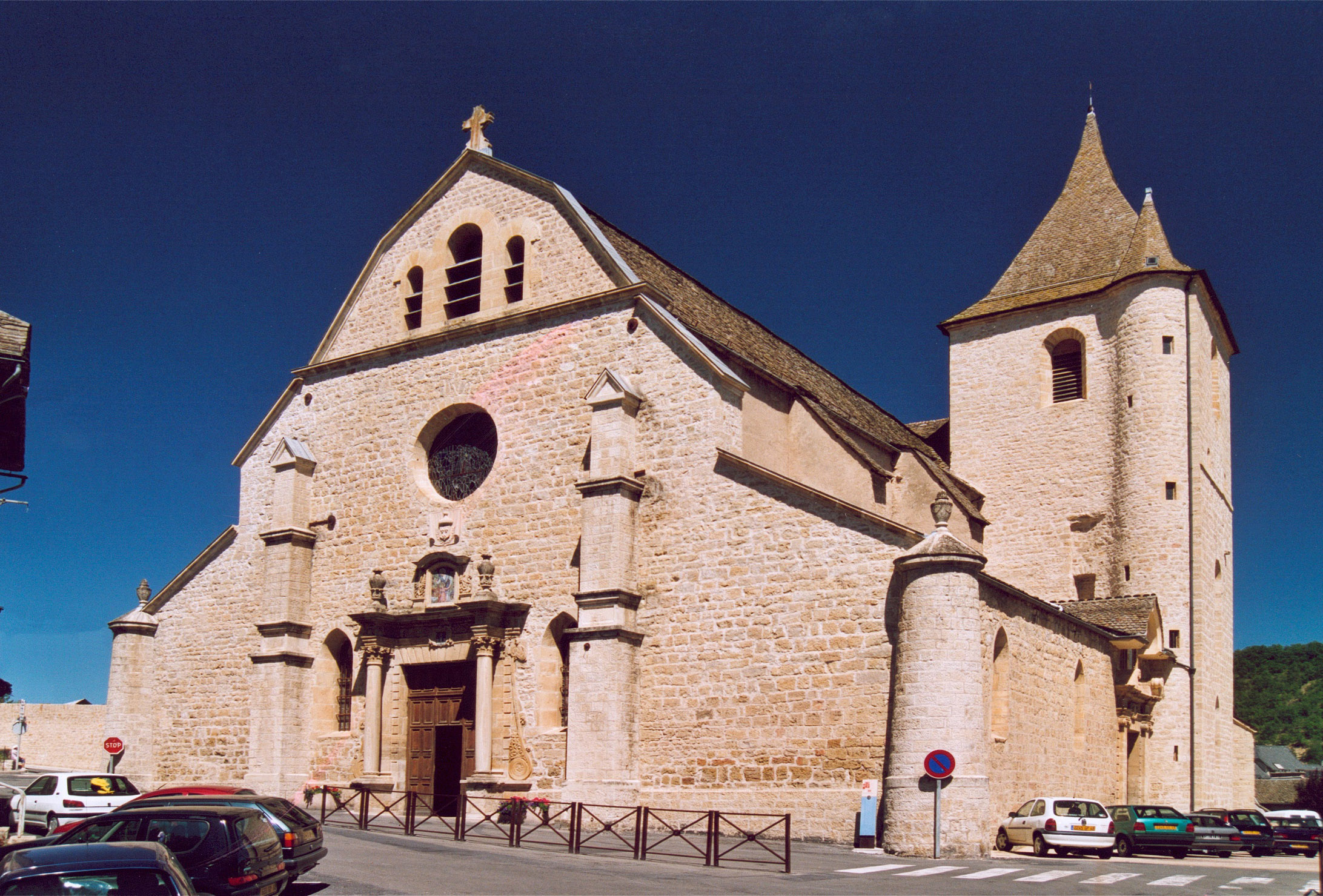
Kerk Notre-Dame de la Carce
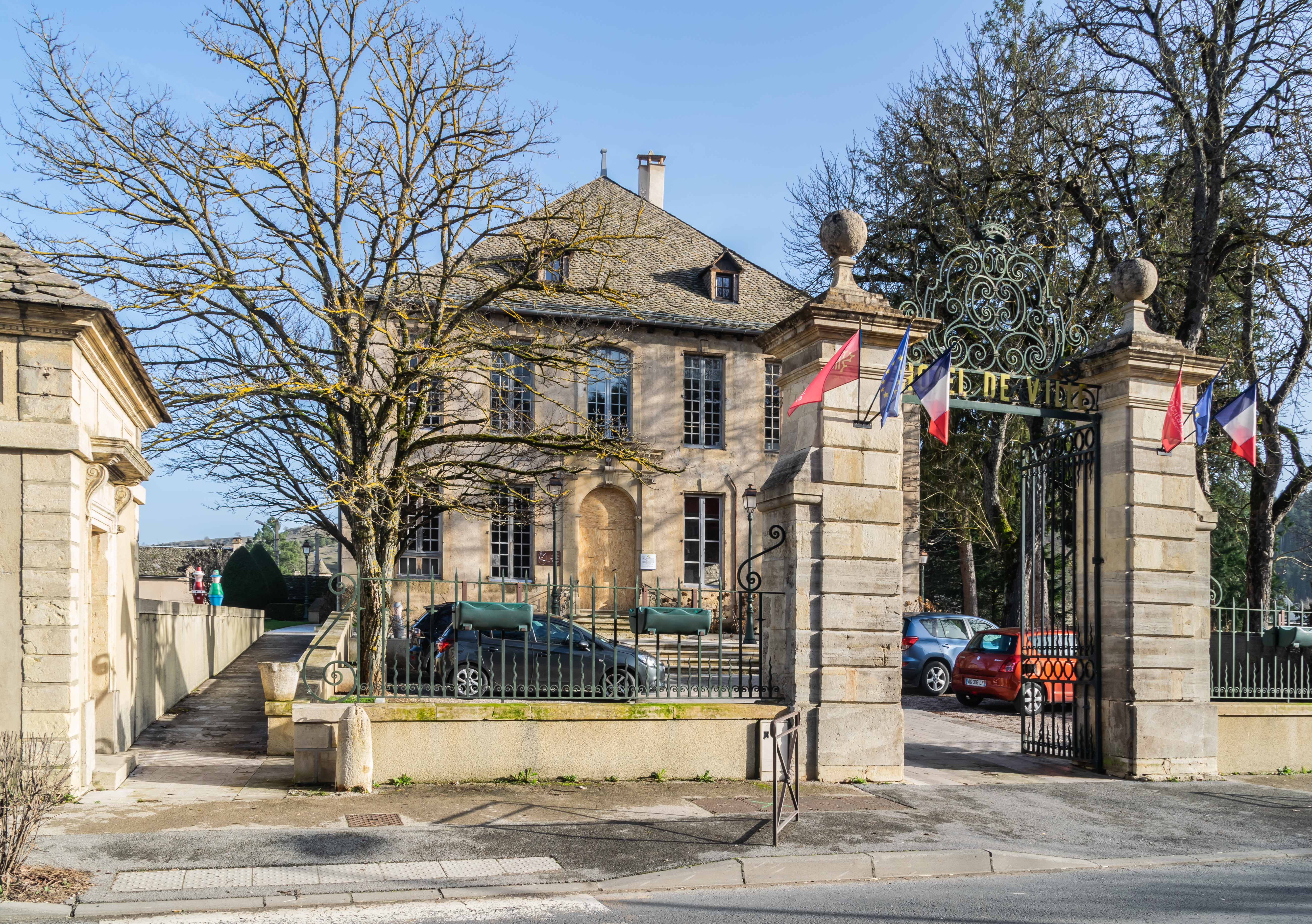
Gemeentehuis
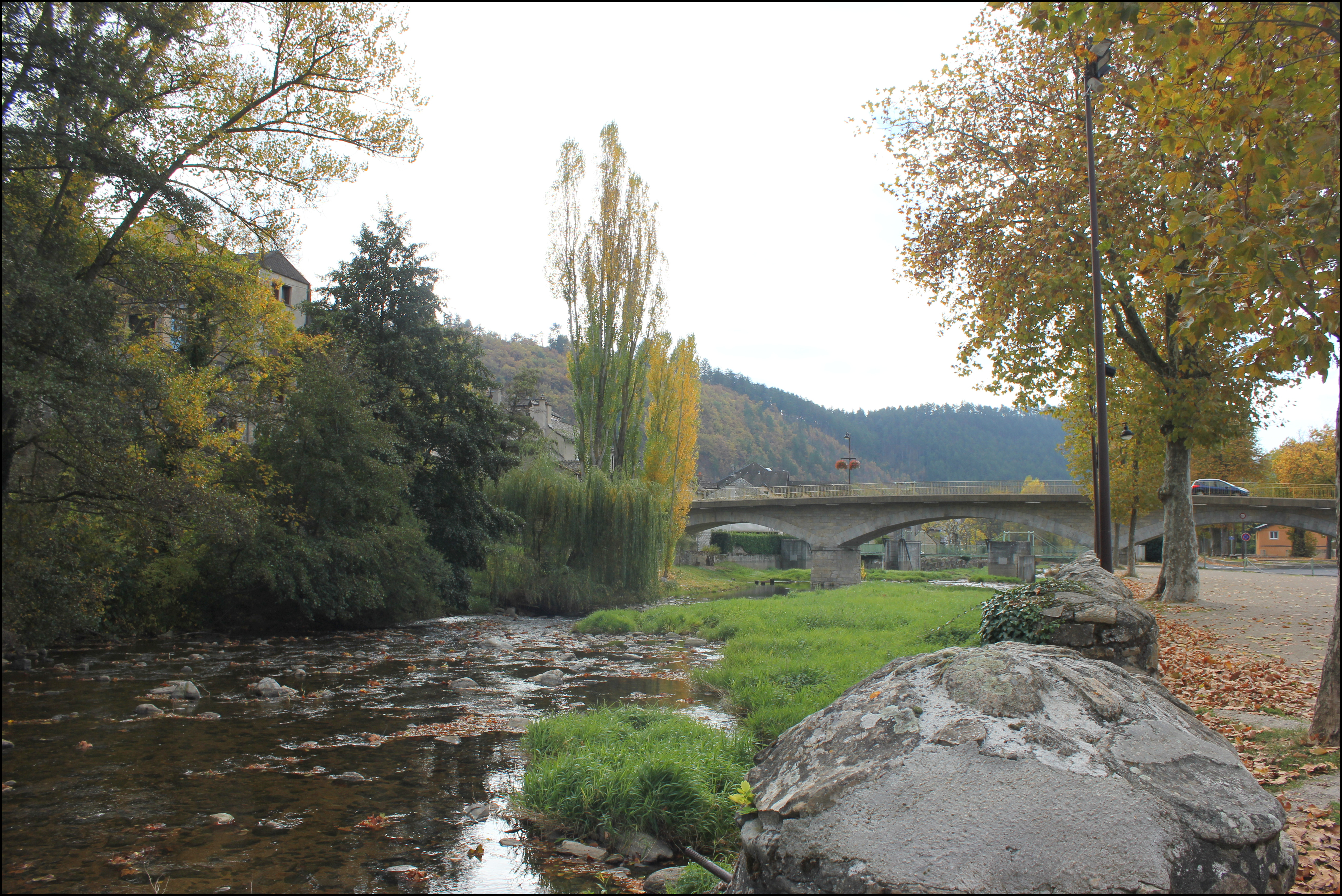
De Colagne
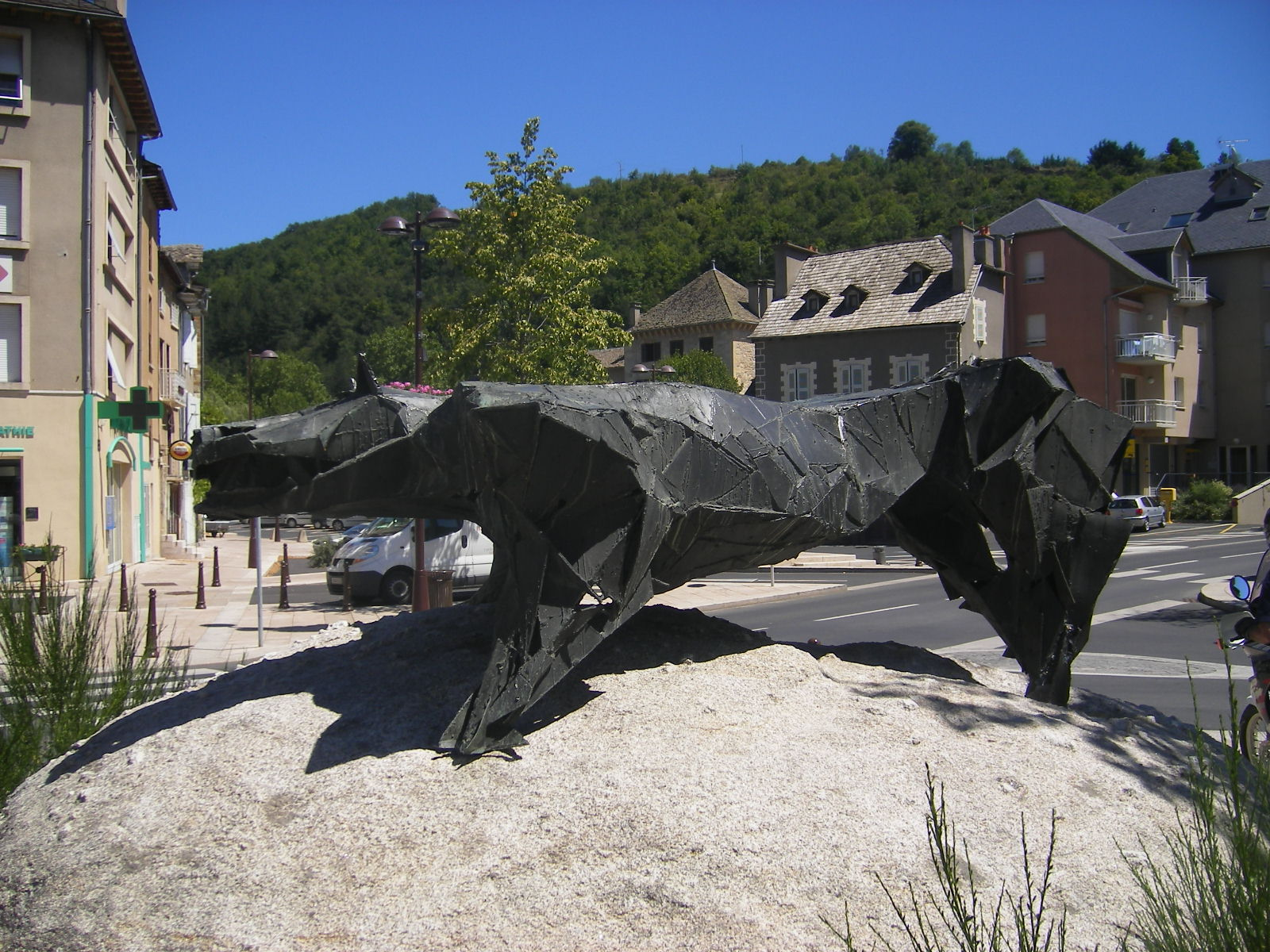
Standbeeld van het Beest van Gévaudan